# Saravena
Saravena là một khu tự quản thuộc tỉnh Arauca, Colombia. Thủ phủ của khu tự quản Saravena đóng tại Saravena Khu tự quản Saravena có diện tích 907 ki lô mét vuông. Đến thời điểm ngày 28 tháng 5 năm 2005, khu tự quản Saravena có dân số 26049 người.